# Meiller (Unternehmen)
Die F. X. MEILLER Fahrzeug- und Maschinenfabrik – GmbH & Co KG ist ein Hersteller von Aufbauten für Nutzfahrzeuge, insbesondere Kippbrücken für Muldenkipper. Daneben produziert das Unternehmen Hydraulik und Aufzugtüren. 1850 in München gegründet, befindet es sich bis heute in Familienbesitz.
Neben dem Stammwerk in München gibt es weitere Standorte in Karlsruhe sowie in Österreich, der Schweiz, in Polen, Tschechien, Frankreich und Spanien. In Zusammenarbeit mit LKW-Herstellern werden Fahrgestelle und Aufbauten aufeinander abgestimmt.

## Geschichte

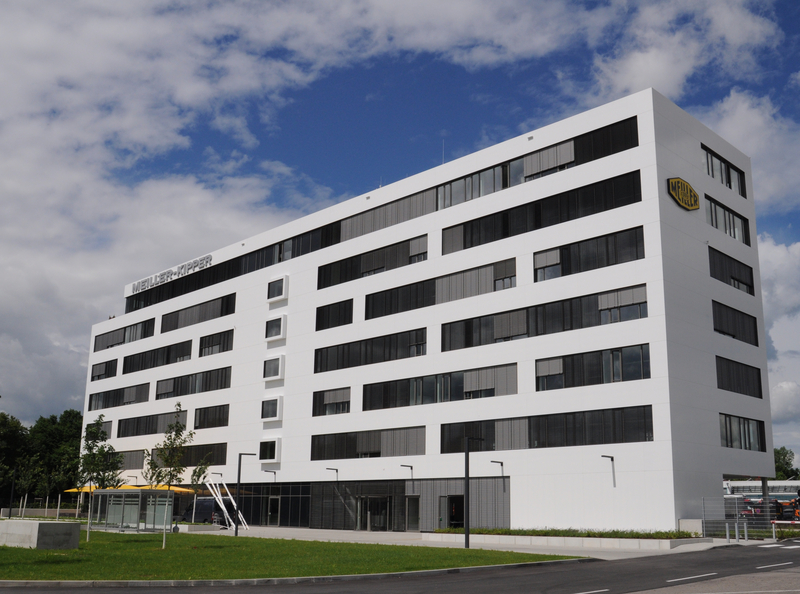
Meiller-Firmensitz in München-Moosach

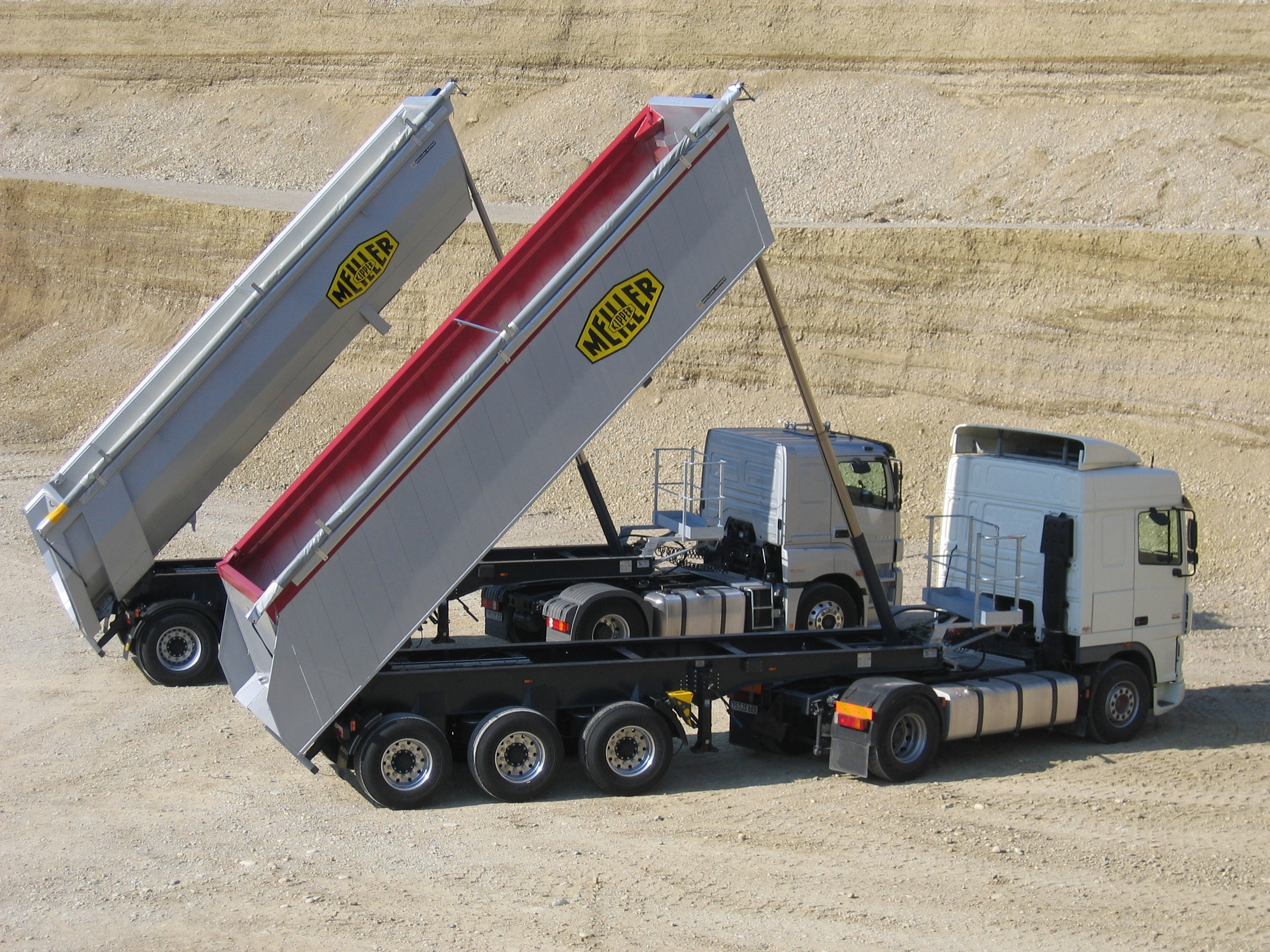
Kippbrücken als Sattelauflieger

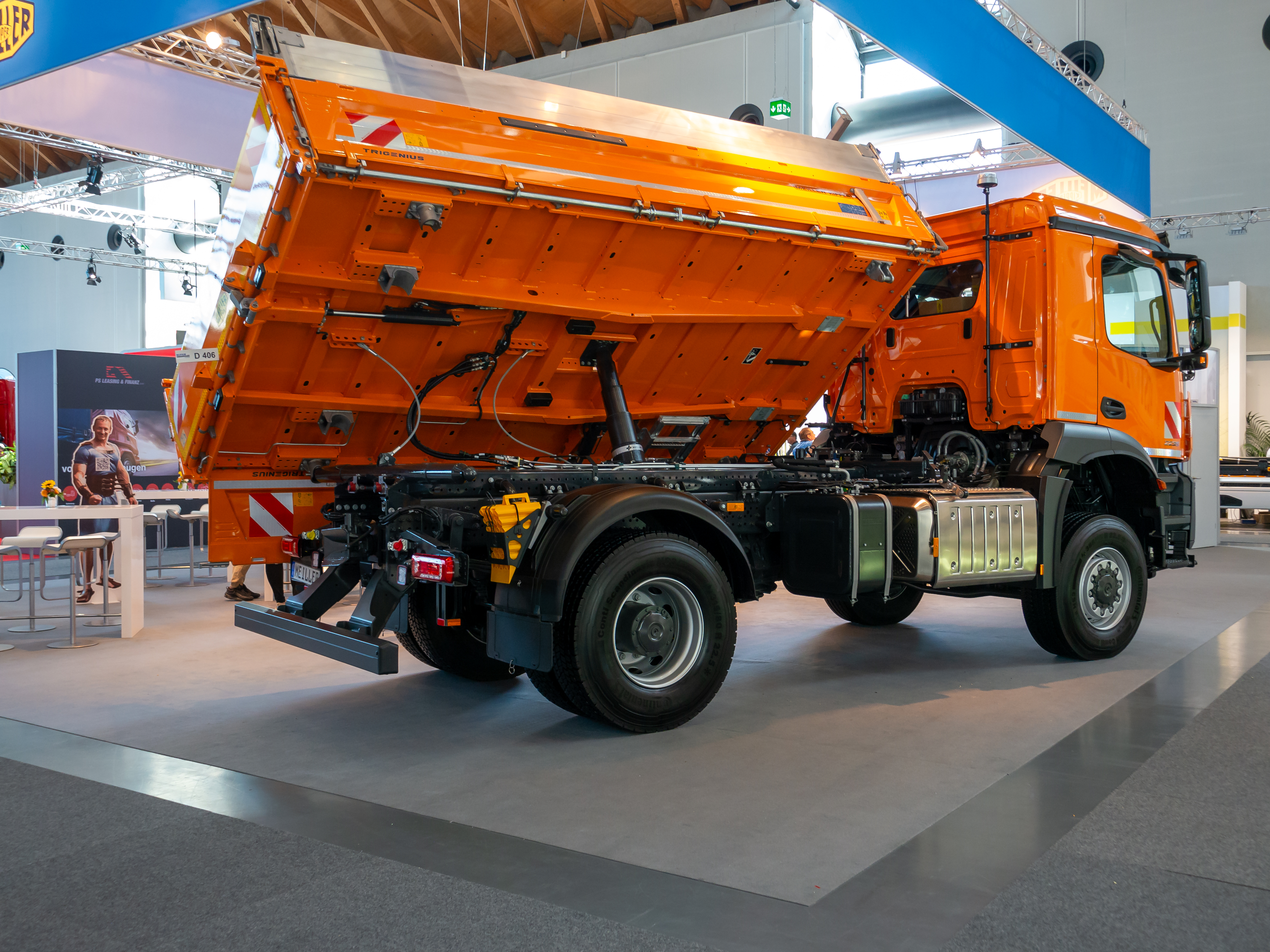
Dreiseitenkipper Meiller Trigenius

Abrollkipper mit Hänger

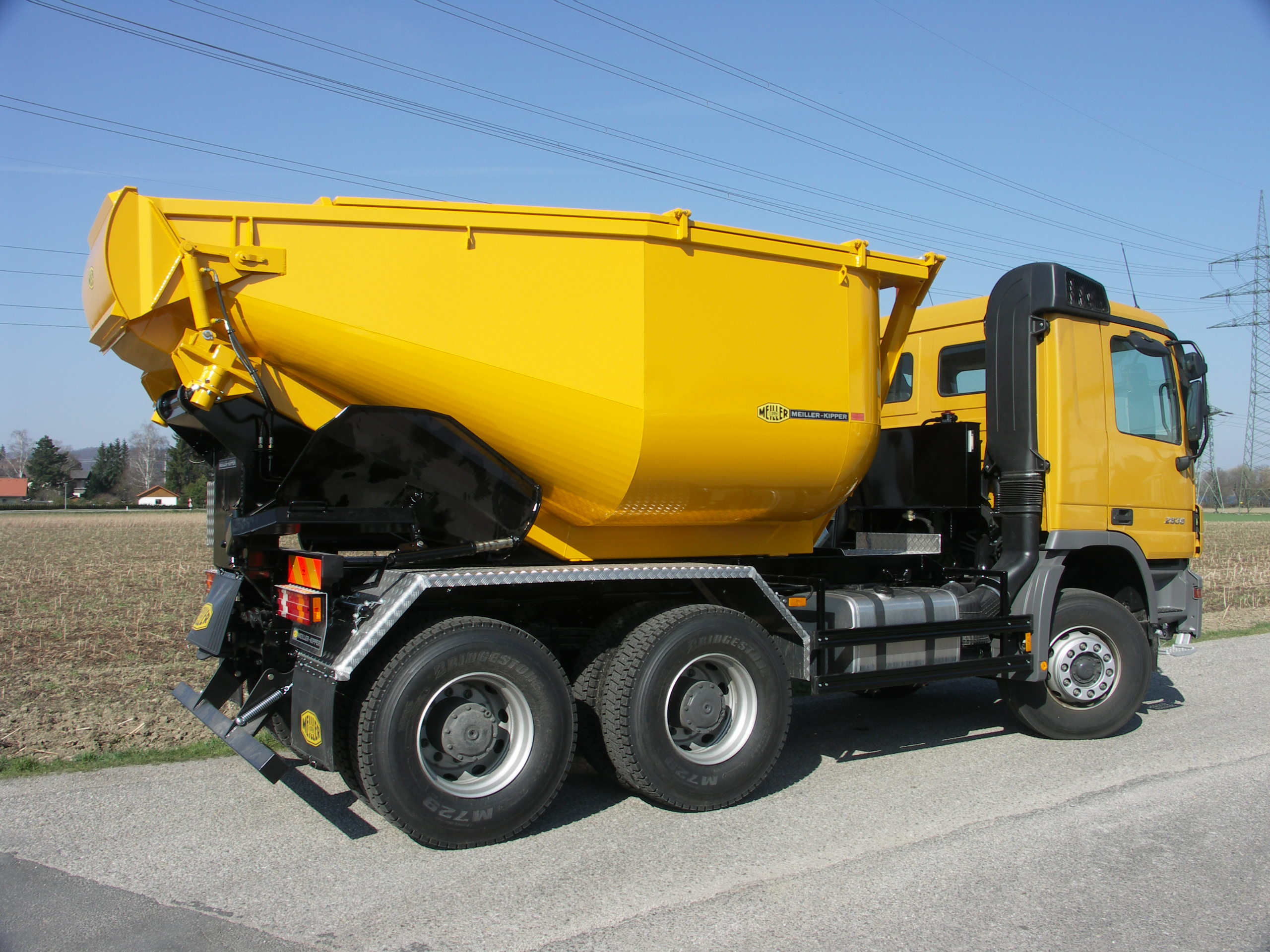
Asphaltmulde

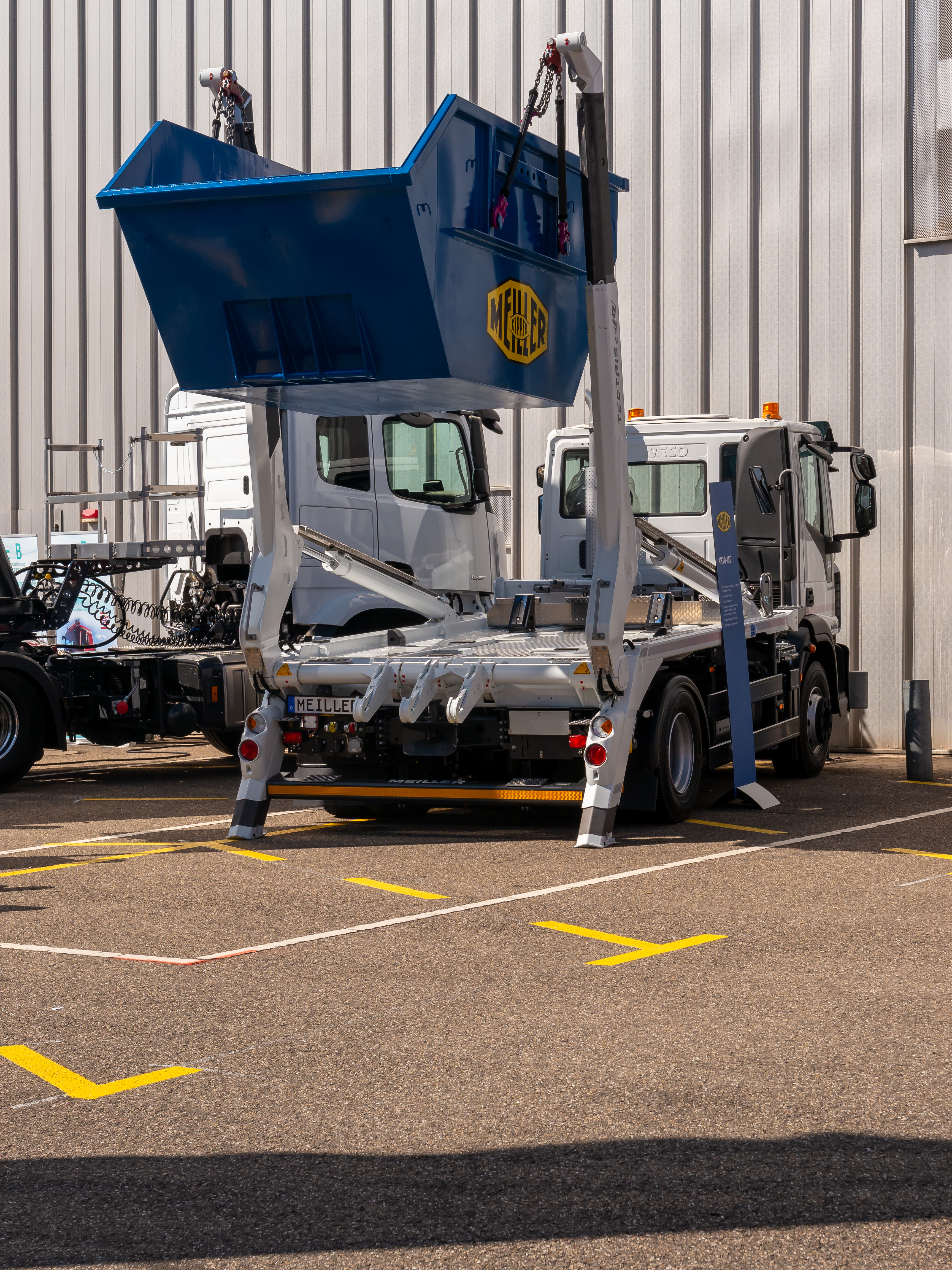
Absetzkipper AK10-MT

In München war im Jahr 1850 die Industrialisierung bereits weit fortgeschritten, als der 1821 geborene Schmied Lorenz Meiller in der Münchner Vorstadt Au ein Anwesen in der Lilienstraße 3 erwarb. In Weißach am Tegernsee, wo er bei seinem Vater Michael das Schmiedehandwerk erlernt hatte, besaß er bereits eine Hammerschmiede. Er kaufte weitere Schmieden in Mauerkirchen bei Endorf, in Bad Heilbrunn und eine in der Nähe von München. Es wurden zunächst vor allem Pickel, Hacken und Schaufeln hergestellt, dazu erhielt er eine Konzession als Waffenschmied. Zu den geschmiedeten Werkzeugen kamen im Jahr 1861 auch Winden für die Forst- und Bauwirtschaft hinzu. Das gut gehende Schmiedegeschäft konnte 1881 der Neffe Franz Xaver Meiller (1852–1935) übernehmen.
Im Jahr 1904 wurden die Weichen für die Zukunft gestellt, indem der erste Aufbau eines Windenkippers auf einen Lastkraftwagen gebaut wurde. Dies stellt die Geburtsstunde der „Meiller-Kipper“ dar. Nur die Herstellung von Hand- und Sackkarren war zu wenig, denn es sollte auch mit wenig Kraft viel Masse bewegt werden. Der erste LKW-Windenkipper war erfunden, wobei zwei seitliche Winden an einen LKW montiert wurden, (wörtlich:) „die mittels Kurbeln und Zahnstangen im Handbetrieb die Ladebrücke einseitig anhoben“. Ein Kipp-Anhänger folgte drei Jahre später.
F. X. Meiller wurde 1907 vom Prinzregenten Luitpold der Titel „Königlich Bayrischer Werkzeugfabrikant“ verliehen. Im Adressbuch stand: „Hammer- und Waffenschmiede und Windenmacher“. Die Seilwinden wurden zum Kippen der LKW-Ladeflächen benötigt. Größere Aufträge erforderten eine Erweiterung der Produktion und Meiller baut eine neue Fabrik, denn die Kipper wurden europaweit sowie nach Brasilien exportiert. F. X. Meiller wurde durch sein großes soziales Engagement zum Kommerzienrat ernannt. Vor dem Ersten Weltkrieg wurden Schwerlastfahrzeuge mit Nachläufer für Langmaterial produziert.
In München wurde 1918 das zuvor von Benno Danner gepachtete Fabrikgelände in der Landshuter Allee 20 (damals Hindenburgstraße) gekauft. Es wurden nun Schwingachsanhänger, Bremsen und Fahrzeug-Hebebühnen hergestellt. Der Verkauf von Meiller-Zahnstangenwinden, mit denen Kipper und LKW-Anhänger ausgerüstet wurden, war erfolgreich. Ab 1924 wurde von seinen beiden Söhnen die erste motorbetriebene Hydraulikpumpe für einen LKW entwickelt, die von Büssing bestellt wurde. Ab 1925 konnte der erste von Meiller gebaute hydraulische Dreiseitenkipper nach dem Patent von Jakob Wirz (Schweiz) zum weltweiten technischen Durchbruch verhelfen. Für die Ladebrücke brauchte man kein umständliches Umhängen der Winde zu bewerkstelligen, um nach drei Seiten zu kippen. Die Hydraulik dazu wurde selbst hergestellt. Aus dem handwerklichen Schmiedebetrieb war endgültig ein Industriebetrieb geworden. 1935 starb Kommerzienrat F. X. Meiller sen. Seine Söhne übernahmen das Unternehmen, wobei F. X. Meiller jun. (geb. 1885) den Betrieb weiterführte.
Mit 500 Mitarbeitern konnte bis zum Jahr 1944 die Produktion aufrechterhalten werden, u. a. des Meillerwagens zum Transport der V2-Raketen. Ab diesem Zeitpunkt wurden bis zum Ende des Zweiten Weltkrieges etwa 70 Prozent der Meiller-Fabrikhallen zerstört.
Die verbliebenen 100 Mitarbeiter begannen nach 1945 mit dem Wiederaufbau. Mit viel Improvisation begann die Produktion allmählich, da Fertigungsteile nach Markt Schwaben ausgelagert worden waren. Die Stromversorgung konnte nicht ordentlich aufrechterhalten werden, deshalb wurde von Ottenhofen ein Dieselmotor nebst Generator zur Stromerzeugung vorübergehend nach München geholt. Meiller übernahm im Jahr 1956 die Aktienmehrheit der Waggonfabrik Josef Rathgeber AG, die den Firmensitz in der Untermenzinger Straße im Münchener Stadtteil Moosach hatte.
Im Jahr 1962 übergab Franz Xaver Meiller (1885–1966) die Geschäftsführung an die vierte „Meiller-Generation“. Sein Sohn gleichen Namens übernahm das Unternehmen. Das Wirtschaftswunder steigerte die Nachfrage und ab 1970 wurden Produkte von Meiller, durch Übernahme der Firma Rathgeber, ständig erweitert. Im Jahr 1972 kam der erste Abrollkipper und am 2. Oktober 1974 wurde das Delta-Projekt initiiert. Es galt damals als bisher größter Auftrag. Die Sowjetunion bestellte insgesamt 10.000 Hinterkipper. Die Kippbrücken dafür wurden am 19. November 1976 fertiggestellt, damit wurden rund 9500 Magirus-Deutz-LKW ausgerüstet, um sie auf sibirischen Ölfeldern und beim Bau der Baikal-Amur-Magistrale (BAM) einzusetzen.
1986 hatte das Unternehmen rund 2000 Beschäftigte und in Karlsruhe konnte 1990 ein Werk eingerichtet werden, um Just-in-time-Lieferungen gerecht zu werden. Im Jahr 1993 folgte eine Produktionsstätte in Slaný bei Prag, Tschechien. Mittlerweile ist die 5. Meiller-Generation, Robert Meyer und Franz Xaver Meiller, in das Unternehmen eingetreten. Im Jahr 1995 wurde die Fertigung von der Landshuter Allee in das Werk Moosach verlagert. Eine hydraulische Rückwand für Kipper wurde 1997 entwickelt, seitdem brauchen die Fahrer zum Öffnen nicht mehr aus dem LKW auszusteigen.
Im Jahr 1998 gab es speziell für den französischen Markt und die Benelux-Länder Neuentwicklungen des Zweiseiten- und Hinterkippers. Zum europäischen Expansionskurs der Firma kam 1999 die Übernahme des IFE-Geschäftsbereichs Fahrzeugtechnik. In Österreich wurden zwei weitere Produktionsstandorte aufgebaut.
Seit 2002 können Ersatzteile auch online bestellt werden. Ein neuer Abrollkipper mit elektronischer Steuerung wurde ebenfalls gebaut. 2004 erwarb das Unternehmen die Produktgruppe Kipper von den Kögel Fahrzeugwerken. Im Jahr 2007 wurde im polnischen Niepołomice ein neues Montagewerk eröffnet. 2011 wurde im russischen Wachstumsmarkt Meiller Vostok (von russisch восток für Osten) gegründet.
Im Juni 2017 gab Meiller den Kauf des britischen Kipperherstellers Boweld Truck Bodies Ltd. bekannt. Der Kauf ermöglicht dem Unternehmen den Zugang zum britischen Markt.
Im Januar 2020 eröffnete Meiller Österreich ein neues Werk in Oed-Oehling. Die beiden Werke in Waidhofen an der Ybbs sowie Asten wurden dafür stillgelegt, da sie an ihre Produktionskapazitäten stießen. Die Belegschaft an beiden Standorten ist nach Oed umgezogen. Im März 2020 wurde der erste Kipper an einen Kunden übergeben.
2022 wurde die neue Dreiseitenkipper-Generation Trigenius eingeführt. Auch die Absetz- und Abrollkipper wurden überarbeitet und umbenannt in Tectris und Tectrum.

## Werke und Verkaufsbüros
- München, Deutschland
- Karlsruhe, Deutschland
- Slaný, Tschechien
- Niepołomice, Polen
- Oed-Oehling, Österreich
- Rüthi, Schweiz
- Erstein, Frankreich
- Boadilla del Monte, Spanien